# ENGRAVED
『ENGRAVED』（エングレイヴド）は、2017年にANTHEMがリリースした16作目のスタジオ・アルバムである。

## 概要
ANTHEMのアルバム楽曲は、これまで柴田直人がほとんどの曲の作詞・作曲を手掛けてきたが、本作では約半数の曲を清水昭男が作曲しており、作詞に関しても外部の作詞家である遠藤フビトに2曲の作詞を依頼している。
先行シングルとして「THE ARTERY SONG」が2017年5月31日にリリースされている。
SHM-CD。特典DVD付デラックス・エディション盤と通常盤の2形態で発売。
デラックス・エディション盤のみ柴田直人インタビュー・クリス・タンガリーディスインタビュー・ドキュメンタリー、「THE ARTERY SONG」MVを収録したDVD付属。

## 収録曲
特記以外作詞・作曲：柴田直人
1. THE ARTERY SONG
2. FAR AWAY
3. KEEP YOUR SPIRIT ALIVE
4. LINKAGE
作詞：遠藤フビト
5. MIDNIGHT GROWL
作曲：清水昭男
6. REACTIVE DESIRE
作曲：清水昭男
7. SACRED TRACE（Instrumental）
作曲：清水昭男
8. PAINT MYSELF
9. FROZEN FATE
作詞：遠藤フビト
作曲：清水昭男
10. DON'T BREAK AWAY
作詞・作曲：清水昭男
11. ENGRAVED

## 参加メンバー
- 柴田直人：ベース、作詞、作曲
- 森川之雄：ボーカル
- 清水昭男：ギター、作詞、作曲
- 田丸勇：ドラム